# Palais épiscopal de Barcelone
Le Palais Épiscopal de Barcelone (en catalan : Palau del Bisbe) se trouve dans le Quartier Gothique de la capitale catalane (district de Ciutat Vella). Il est la résidence officielle de l'archevêque de Barcelone et le siège des Archives Diocésaines. Le bâtiment actuel est originaire du XIIIe siècle, avec des interventions postérieures en 1681, 1769, 1909 et 1928. L'édifice est inscrit comme Bien Culturel d'Intérêt Local (BCIL) dans le Recensement du Patrimoine Culturel catalan.

## Histoire et description
Quelques-unes des structures d'origine paléochrétienne de l'ancien édifice sont conservées dans le sous-sol du Musée d'Histoire de Barcelone. Ce premier palais se trouvait face à la porte de Sant Iu de la Cathédrale, où se situe maintenant le Musée Frederic Marès, et a été vendu au roi Jacques II d'Aragon en 1316 pour élargir le Palais Royal Majeur.
En 1253 a débuté la construction d'un nouveau bâtiment, sur l'initiative de l'évêque Arnau de Gurb. La structure de trois étages avec cour centrale, soulignée par quelques arcades en plein ceintre, avec des colonnes à chapiteaux décorées sont un des rares exemples conservés de sculpture romane civile de la ville. Ce palais comprenait la chapelle de Sainte-Lucie (1257) - intégrée actuellement dans le cloître de la Cathédrale -, de dimensions réduites, et qui annonce déjà le gothique.
En 1355 a été ouverte une nouvelle place face aux tours romaines, la place Nouvelle.
En 1505 l'évêque Pere Garcia a stimulé la construction de deux nouvelles ailes dans les rues Bisbe et Montjuïc du Bisbe, avec la cour intérieure restée couverte sur ses quatre côtés.

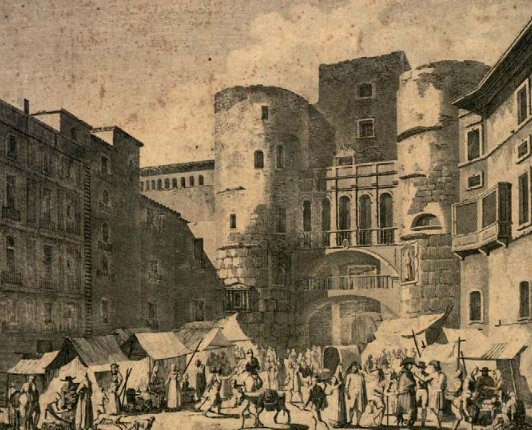
Pont des tours romaines (1614).

En 1614 a été édifié un pont qui unissait les deux tours de la muraille romaine, en reliant le palais avec la voisine Casa de l'Ardiaca. II a été détruit en 1823.
En 1769 a été réalisée la façade de la rue Bisbe, structurée en trois bandes horizontales, de lignes simples et sobres.

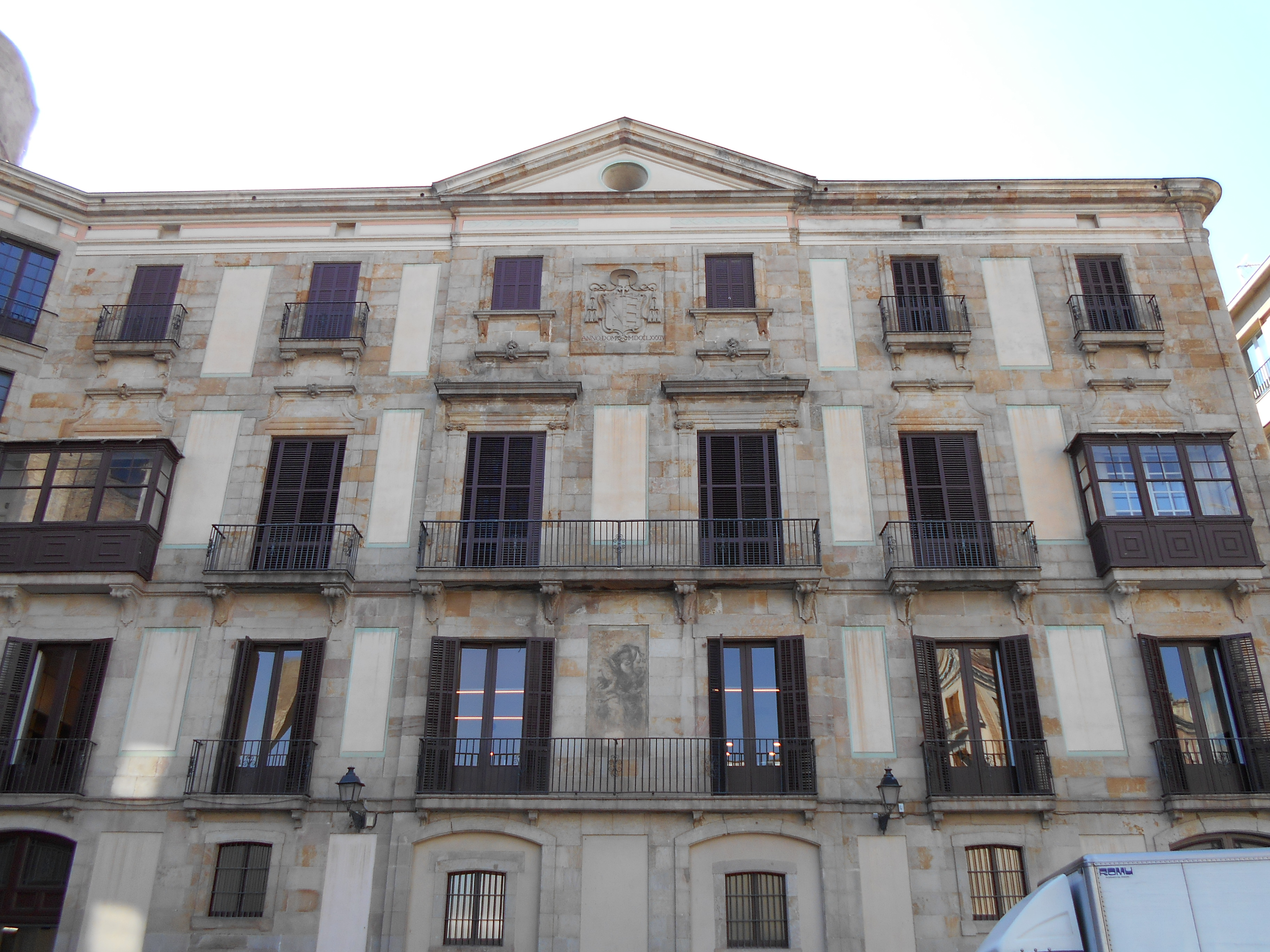
Façade de la place Nouvelle.

Entre 1782 et 1784 le palais a été élargi avec un nouveau bâtiment à façade néoclassique sur la place Nouvelle, œuvre de Josep Mais i Dordal. A l'intérieur se trouve la Salle du Trône, décorée avec des peintures du Vigatà, relatives à l'Ancien Testament.

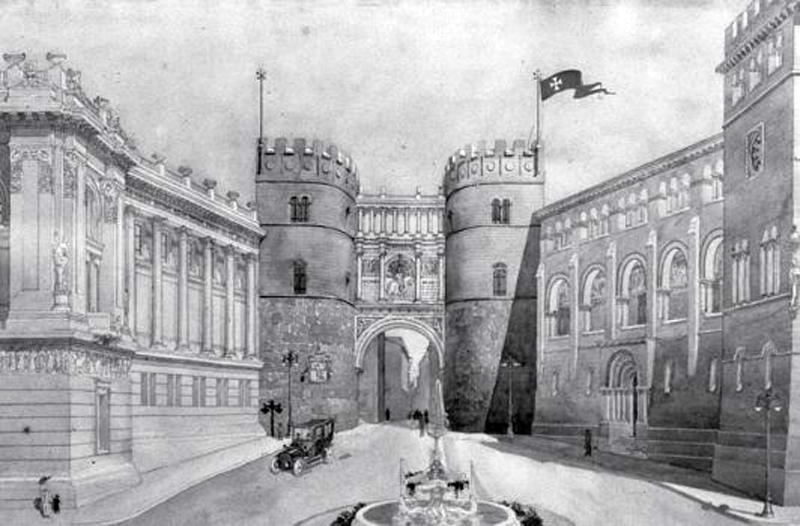
Projet d'urbanisation de la place Nouvelle, de Lluís Domènech i Montaner (1912).

En 1928 le bâtiment a été restauré par l'architecte Enric Sagnier. La restauration de Sagnier n'a pas été très respectueuse des constructions antérieures, notamment la cour, qui a changé complètement de physionomie. Ont ainsi été éliminés tous les éléments baroques et néoclassiques, substitués par des styles historicistes (néoroman et néogothique).
A cette date a été installée dans la cour du palais une fontaine ; sur la colonne se trouve une image de la Vierge Marie, diplômée Mater Divinae Gratiae, œuvre originale de Josep Maria Camps i Arnau, remplacée en 1959 par une autre de Tomàs Bel i Sabatés en raison de l'érosion de la pierre.
En 1943 a été installé sur une façade de la rue Bisbe le monument à l'évêque Irurita, œuvre de Vicente Navarro.